# Ambia thyridialis
Ambia thyridialis là một loài bướm đêm trong họ Crambidae.